# Ја, Тоња
Ја, Тоња (енгл. I, Tonya) је амерички биографски спортски лажни филм црне комедије из 2017. у режији Крега Гилеспија и сценарију Стивена Роџерса. Прати живот уметничке клизачице Тоње Хардинг и њену везу са нападом на њену ривалку Ненси Кериган 1994. године. У филму се наводи да је заснован на "контрадикторним" и "истинитим" интервјуима са Хардинг и њеним бившим мужем Џефом Гилулијем, сугеришући да су они непоуздани наратори. То значи да гледалац мора сам да одлучи да ли ће филм гледати као истину или као верзију коју је измислила сама Хардинг.  Садржи мрачно комичне интервјуе са ликовима у лажном документарном стилу, смештене у модерно време, и разбија четврти зид. Маргот Роби (која је такође продуцирала) глуми Хардингову, Себастијан Стен као Гилоли, Алисон Џени као Хардингина мајка Лавона Голден. Џулијана Николсон, Кејтлин Карвер, Пол Волтер Хаузер и Боби Канавале такође играју.
Лабаво заснован на стварним догађајима, филм приказује Хардингову као жртву, преобличујући наратив око њене импликације након злочина и других критика њених поступака.   Ја, Тоња је премијерно приказан на Међународном филмском фестивалу у Торонту 8. септембра 2017, а биоскопски је приказан у Сједињеним Државама 8. децембра 2017. године. Зарадио је 53 милиона долара широм света уз буџет од 11 милиона долара и добио је позитивне критике од критичара, који су углавном хвалили наступе Робија, Стена и Џени.
На 90. додели Оскара, Џени је победила за најбољу споредну глумицу, док је филм такође зарадио номинације за најбољу глумицу за Роби и најбољу монтажу филма. Добио је три номинације на 75. додели Златног глобуса, освојивши најбољу споредну глумицу за Џени, која је такође победила на наградама Удружења филмских глумаца и избору критичара. Сама Роби је била номинована за најбољу глумицу у обе емисије.  На 71. додели филмских награда Британске академије, филм је освојио пет номинација, освојивши награду за најбољу глумицу у споредној улози за Џени. 

## Радња
Године 1974. у Портланду, у Орегону, четворогодишњу Тоњу Хардинг приморала је на клизање њена мајка, насилна мајка Лавона Голден. Како Тоња одраста, родитељи је одводе из школе да би се фокусирала на своју клизачку каријеру, јер тренира под тренером Дајан Ролинсон. Тоњин отац оставља Тоњу са њеном насилном мајком. Тоња брзо постаје једна од најбољих клизачица у Сједињеним Државама, али је спутава њена репутација "белог смећа", домаћи костими и неконвенционалан избор музике за извођење (нпр. ЗЗ Топ). Са 15 година почиње да излази са 18-годишњим Џефом Гилолијем. Они се венчају, али Џеф постаје насилан. Када Лавона презире Тоњу што је то поднела, Тоња криви Лавону што ју је лоше васпитала.
После свађе са Дајан, Тоња је отпушта и ангажује Додија Тичмана као свог новог тренера. Тоња постаје прва уметничка клизачица која је извршила два трострука аксел скока на такмичењу. На Зимским олимпијским играма 1992. Тоња не успева да успе и завршава на четвртом месту. Поражена, прихвата посао конобарице, али Дајан је убеђује да тренира за Зимске олимпијске игре 1994. Она игра добро, али и даље има лоше резултате. Она се суочава са судијом због својих резултата и он јој каже да желе да виде здраву америчку породицу. Тоња прво замоли своју мајку да јој помогне, а она је одбија и вређа, па је Тоња невољко замоли Џефа да јој помогне. На дан њеног такмичења у новембру 1993. на Регионалном првенству северозападног Пацифика у Портланду, Тоња добија претњу смрћу и одлучује да се не такмичи. Схвативши да може да саботира Тоњино такмичење, Џеф налаже свом пријатељу Шону Екардту да пошаље претње смрћу Тоњиној ривалки Ненси Кериган. Тоња телефонира покушавајући да лоцира Кериганину арену за тренинг и време за вежбање. Екард унајмљује двојицу неспособних лопова да нападну Кериган после тренинга у Детроиту. Дана 6. јануара 1994, Екардтови присташи ударају Кериганино колено; не може да се такмичи на Државном такмичењу следећег дана. Изнајмљени послушници су ухапшени.
Екардтово хвалисање брзо доводи ФБИ до њега. Он криви Џефа, који је ужаснут сазнањем да је Екард подстакао целу аферу како би привукао пажњу. Тоња се квалификује за олимпијски тим, али схвата да ће бити проглашена кривом. Она одлази у ФБИ и говори им шта су Џеф и Екард урадили, али они показују транскрипт њеног интервјуа Џефу након његовог хапшења, а он трчи кући да се суочи са њом. Она накратко разговара са Џефом иза закључаних врата, а затим се пење кроз прозор, остављајући га заувек. Џеф касније умеће Тоњу, рекавши да је знала за напад.
Лавона посећује Тоњу и нуди јој лепе речи; међутим, када Лавона пита да ли је Тоња знала нешто о злочину, Тоња схвата да носи жицу и избацује своју мајку. Оптужени су Џеф, Екард и његови присташе, а Тоњиино саслушање је одложено за после Олимпијаде. Тоња завршава осма, а Ненси Кериган осваја сребрну медаљу. Када Оксана Бајул победи Ненси за злато и прву олимпијску медаљу за независну Украјину, Тоња оптужује Ненси да је лош спортиста. Тоња избегава затвор, али јој је доживотно забрањено да се такмичи у уметничком клизању. Сломљена срца, моли судију да јој да затворску казну, али да јој не одузме једину ствар коју зна да ради; судија одбија.
Џеф признаје да је уништио Тоњину каријеру. Мења име, поново се жени, отвара фризерски салон, разводи се, поново се жени. Лавона се сели у државу Вашингтон и нема контакт са Тоњом. Тоња се поново удаје, разводи, бави се професионалним боксом и постаје пејзажиста, молер кућа и градитељ палуба. Сада живи срећно са својим седмогодишњим сином и трећим мужем. Текст на крају каже да жели да људи знају да је она добра мајка.

## Улоге
| Глумац            | Улога |
| ----------------- | --- |
| Марго Роби        | Тоња Хардинг |
| * Мекена Грејс    | млада Тоња Хардинг |
| * Мејзи Смит      | Тоња Хардинг (4 године) |
| Себастијан Стен   | Џеф Гилули, Хардингов љубавник и пријатељ, касније муж                                                                                   |
| Алисон Џени       | Лавона Голден, Хардингина насилна мајка                                                                                                  |
| Џулијана Николсон | Дајан Ролинсон, Хардингина тренер клизања и Бобова жена                                                                                  |
| Кејтлин Карвер    | Ненси Кериган, Хардигина ривалка у клизању и олимпијска саиграчица и жртва напада 1994 .                                                 |
| Бојана Новаковић  | Доди Тичмен, још једна од Хардингиних тренера                                                                                            |
| Пол Волтер Хаузер | Шон Екард, телохранитељ и Гилулијев пријатељ                                                                                             |
| Боби Канавале     | Мартин Маддок, бивши репортер |
| Дан Триандифлоу   | Боб Равлинсон, Дајанин муж и Тоњин адвокат                                                                                               |
| Рики Расерт       | Шејн Стант, којег су унајмили Џеф и Шон да нападне Ненси                                                                                 |
| Ентони Рејнолдс   | Дерик Смит, Стантов ујак, претходни Екардтов пријатељ, прво је ангажован да нападне Ненси пре него што је регрутовао Шејна да је повреди |

## Продукција
Сценариста Стивен Роџерс био је инспирисан да напише филм након што је одгледао документарац о клизању у коме се помиње Тоња Хардинг.  Роџерс је договорио одвојене интервјуе са Хардингом и њеним бившим мужем Џефом Гилулијем. Веома различито су се сећали догађаја из скандала из 1994. године. Роџерс је одлучио: "Па, то је мој пут - да изнесем свачију тачку гледишта, а онда пустим публику да одлучи."  Касније је рекао да је филм заиста о „стварима које говоримо себи да бисмо... живели са собом... како мењамо наратив, а затим желимо да то буде наратив." 
Што се тиче Гилулија, Роџерс је изјавио: „Оно што је занимљиво у вези са Џефом је то што је одбио да узме новац за животна права, за свој интервју, за било шта.  Сетио се да је Џеф Гилули рекао да је Хардинг сјајан клизач.  Према Роџерсу, Гилули је такође рекао да је то била његова сопствена идеја да угрози способност Ненси Кериган да наступа и преузео је одговорност за свој удео у Хардингиној пропасти 1994: „он не жели да профитира од тога“.  
Марго Роби, која је играла Хардинга и копродуцирала филм, није схватила да је сценарио заснован на стварном догађају све док га није прочитала.  Непосредно пре снимања, Роби је долетео из Лос Анђелеса у Портланд у Орегону да се састане са Хардинг.  Да би се припремио за сцене клизања, Роби је тренирао четири месеца.  Хајди Мунгер и Ана Малкова су биле клизачке дубл, а Сара Кавахара је давала тренере и кореографије.   Продукција није успела да пронађе клизачког двојника који би могао да изведе троструки аксел, што је постигнуто визуелним ефектима. 
Роџерс је написао улогу Тоњине мајке ЛаВоне за Алисон Џени; она је Роџерсова дугогодишња пријатељица, али "звезде [нису] се ускладиле" да раде заједно док он не заврши сценарио за Ја, Тоња .  Џени је рекла да је тај део био један од најизазовнијих у њеној каријери.  Убрзо након премијере филма на Међународном филмском фестивалу у Торонту, рекла је: „Мислим да је Лавона заправо била веома паметна жена, веома артикулисана. . . ] Није се петљала и није желела да [Тоња] омета[. . . ] Желела је да [Тоња] зна да ће то бити тежак посао, а сазнање да њеној ћерки треба рећи да то не може да уради да би то урадила, Лавона је рекла: 'Била сам ту да је инспиришем”. 
Редитељ Крег Гилеспи био је заинтересован за пројекат јер је „схватио да је то одлична прилика да се поново погледа прича и да коментар о томе како медији третирају људе“.  Додао је да се „не осећа сјајно што је морао да поново увлачи Ненсино име у ово“. Гилеспи је рекао да је покушао, у филму, да представи Хардинг "на веома искрен начин" без да "покушава да повуче те жице... само да вам покаже зашто је она таква каква јесте". 
Главно снимање почело је крајем јануара 2017. у Мејкону, Џорџија, где је Мејкон Колосеум коришћен као сценографија.    Током снимања, Роби је патила од дискус херније на врату и радила је рутинске магнетне резонанце како би осигурала да је безбедно да настави да снима сцене клизања.  Снимање је завршено крајем фебруара те године,  са преузимањем у Атланти 16. маја  

## Издање
Непосредно пре почетка продукције филма, Мирамакс је стекао домаћа права дистрибуције за Ја, Тоња и помогао да се филм заврши.    Међутим, пре премијере филма, права на дистрибуцију која је Мирамакс некада држала била су поново у продаји, а компанија је очигледно још увек повезана са филмом. Ја, Тоња је премијерно приказан на Међународном филмском фестивалу у Торонту 2017. 8. септембра 2017.  Уследио је рат за надметање за домаћа права дистрибуције филма, а неке компаније су се надметале за филм нпр. Нетфликс. Убрзо након тога, Неон и 30Вест су стекли домаћа права дистрибуције филма за 5 милиона долара.    У биоскопима је пуштен 8. децембра 2017. 
У јануару 2018, Дан Шонеси, колумниста Бостон Глоуб, питао је Ненси Кериган у телефонском интервјуу да ли је гледала филм - није. Када је Шонеси тврдио да је Кериган некада била "жртва Хардингиног дисфункционалног живота", она се сложила, али је нагласила да је била заокупљена својим животом. Шонеси је такође замолила Кериган да прокоментарише да ли јој је „сметао холивудски приказ Тоње“; она је одговорила да то више није њена ствар. Ненси Кериган је рекла да је њена једина "улога" у скандалу из 1994. била опоравак од напада, "То је то", завршила је. Даље је током интервјуа говорила о томе како се сећа скандала као „бизарне ствари. Цела ствар је била луда, будући да је то прича. Мислим, хајде." 

### Кућни медији
Филм је објављен на ДВД-у и Блу-реј-у 13. марта 2018. 

## Пријем

### Благајна
Ја, Тоња је зарадио 30 милиона долара у Сједињеним Државама и Канади и 23,9 милиона долара на другим територијама, што је укупно 53,9 милиона долара широм света. 
Након што је зарадио 11,6 милиона долара за месец дана у ограниченом издању, филм је зарадио 2,9 милиона долара у 799 биоскопа током свог широког викенда.  Након што је филм зарадио своје три номинације за Оскара, следеће недеље је додат у 161 биоскоп и зарадио 3 милиона долара. 

### Критички одговор
На агрегатору рецензија Rotten Tomatoes, Ја, Тоња има оцену одобравања од 90% на основу 385 рецензија, са просечном оценом 7,80/10. Критички консензус веб-сајта гласи: „Вођена снажним радом Маргот Роби и Алисон Џени, Ја, Тоња проналази хумор у својој стварној животној причи не губећи из вида њене трагичније – и емоционално резонантније – елементе.  На Метакритик-у, који додељује оцену рецензијама, филм има просечну оцену од 77 од 100, на основу 47 критичара, што указује на „генерално повољне критике“. 
Кристи Лемир описала га је као „неодољиву, сапунасту мешавину љубоморе, конкуренције и класног ратовања, ојачану моћним наступима и неочекиваном емоционалном резонанцијом“.  Лемир је такође похвалио Гилеспија за „оно што би се чинило немогућим гласним чином: снимио је филм који се с љубављу подсмева – овом позоришном спорту, идиотима који су окруживали Хардингову, овом ужасном тренутку у моди и поп култури – а да заправо ругајући се самој Хардинг“. У часопису Ролинг Стоун, Питер Трејверс је написао да филм има „огледало класно свесне Америке коју већина нас игнорише или одбацује – и чини да видимо себе одражене у њему. Ја, Тоња је смешна као пакао, али бол је исто тако стваран. Смејаћете се док не заболи.“  Вултур је похвалио Робину улогу, сматрајући да је пронашла нову "тежину". 
Тај Бур написао је да је то био један од најизненађујућих филмова године – „вишеслојна сага о таленту и класној огорчености “. Похвалио је Роџерсов сценарио као „симпатичан, али бистрооки, рђав, али поштен“. Бер је написао да су сцене породичног злостављања представљене ефектно због стила филма „ироничне комедије која се каже која се намерно смањује када обим [насиља]...и Хардингово мрачно прихватање... то постане очигледан”. Међутим, када је писала о сцени у којој Хардингова говори како је интернализовала идентитет сличан жртви, Бур је веровала да филмски ствараоци нису успели да цене обим онога што јој то заиста значи. Размишљао је да ли филмски ствараоци имају обавезу да не буду међу „многим лешинарима који браду [Тоњин] леш поп-културе“. Бур није мислио да су филмски ствараоци правилно решили проблем снимања филма о Хардигиној прекомерној експозицији медија. 
Ричард Броди из Њујоркера сматра да филм није успео да пронађе оригиналан приказ радничке класе и „Тоњино порекло, њен укус, њене навике, њен начин говора третира као шалу. . . Резултат је филм који је толико подругљив и презиран према Тоњи Хардинг као што показује да је свет уопште био."  У Гардијану, Џин Хана Еделштајн је сматрала да је филм „игран за смех“ на рачун његове теме. 

### Критика
Филм је добио неке критике због узимања слободе са чињеницама како би Хардинга учинио саосећајним. Рецензирајући филм, Кристин Бренан, која је 1994. покрила стварну причу, написала је да „филм свакако не брине о томе да чињенице стану на пут доброј причи или да вам каже да је једина особа коју Тоња има крива...сама сама."  ЈЕ Вејдер, која је покрила Хардингин успон као локалног хероја у успону, написала је оштру рецензију. 

### Признања
Ја, Тоња сам зарадио разне награде и номинације након његовог објављивања. Ја, Тоња добила сам пет номинација на 71. додели филмских награда Британске академије, укључујући најбољу глумицу у главној улози за Робија, најбољи оригинални сценарио за Роџерса и победу за најбољу глумицу у споредној улози за Џени.  Филм је такође освојио пет филмских Награда по избору критичара, при чему је Роби освојила најбољу глумицу у комедији, а Џени најбољу споредну глумицу . 
На 75. додели Златног глобуса, Џени је добила награду Златни глобус за најбољу споредну глумицу – филм, док је филм био номинован за најбољи филм – мјузикл или комедија, а Роби је био номинован за најбољу глумицу – мјузикл или комедија  Ја, Тоња сам прикупио три номинације за Спирит награде,  и номинацију за награду Удружења америчких продуцената.  Роби и Џени били су номиновани за изванредну улогу женског глумца у главној улози и изванредну изведбу женског глумца у споредној улози на 24. додели награда Удружења филмских глумаца. 
На 90. додели Оскара, Џени је освојила најбољу споредну глумицу. Роби је добила номинацију за најбољу глумицу, а Татјана С. Ригел номинована за најбољу монтажу филма.  